# Andy Stanfield
Andrew William „Andy“ Stanfield (* 29. Dezember 1927 in Washington, D.C.; † 15. Juni 1985 in Livingston, New Jersey) war ein US-amerikanischer Sprinter und Olympiasieger.
Als Kind zog er mit seinen Eltern nach Jersey City im Hudson County in New Jersey. Schon an der High School erkannte man, was für ein talentierter Athlet er war, besonders im Sprint und im Weitsprung. Nach seiner Dienstzeit bei der Armee ging er 1948 an die Seton Hall University und bereits im Folgejahr gewann er seine ersten nationalen Titel im 100- und 200-Meter-Lauf, 1950 über 60 Yards, 1951 im Weitsprung, 1952 wieder über 200 Meter und 1953 über 220 Yards. In der gleichen Zeit gewann er auch neun IC4A Titel.
International lagen seine Stärken eher im 200-Meter-Lauf. 1951 brach er den durch Barney Ewell aufgestellten Weltrekord über 200 Meter mit einer eigenen Zeit von 20,6 s, die er 1952 und 1956 bestätigte.
Als Inhaber des Weltrekords startete er bei den Olympischen Spielen 1952 in Helsinki und gewann die Goldmedaille im 200-Meter-Lauf vor den beiden anderen US-Amerikanern Thane Baker (Silber) und James Gathers (Bronze), sowie die Mannschaftsgoldmedaille in der 4-mal-100-Meter-Staffel zusammen mit seinen Teamkollegen Dean Smith, Harrison Dillard und Lindy Remigino, vor den Teams aus der Sowjetunion (Silber) und Ungarn (Bronze). Bei den Olympischen Spielen 1956 in Melbourne versuchte er seinen Titel zu verteidigen, gewann aber nur die Silbermedaille über 200 Meter, zwischen den beiden anderen US-Amerikanern Bobby Morrow (Gold) und Thane Baker (Bronze).